# Ulla Gottlieb
Ulla Margrethe Gottlieb (født 31. marts 1945) er en dansk skuespiller og teaterinstruktør.
Ulla Gottlieb stammer fra Bornholm. Hun blev uddannet fra Odense Teater i 1969 efter forinden at have læst hos skuespilleren Blanche Funch. Hun blev allerede ansat ved Odense Teater fra 1966 og var der til 1970. Efterfølgende var hun tilknyttet forskellige teatre som Det Danske Teater, Folketeatret og Gladsaxe Teater. I løbet af 1980'erne skiftede hun gradvis til instruktion, og hun er særlig kendt for at instruere Lars Noréns dramatik. I de senere år har hun ofte arbejdet på svenske teatre som Göteborg Stadsteater og Helsingborg Stadsteater. I 1989 modtog hendes opsætning af Noréns Autumn and Winter (urpremiere) Teaterpokalen. I 2009 fik hun årets hæderspris hos Danske Teaterforeninger.
Gottlieb har også indspillet film og tv-produktioner som Nu går den på Dagmar (1972), Henrik og Pernille (tv, 1976), Vinterbørn (1978) og Guldregn (tv-serie og film, 1988).
Hun dannede på et tidspunkt par med skuespilleren Henning Jensen, med hvem hun har datteren Sarah Gottlieb.

## Udvalgt filmografi
- Nu går den på Dagmar – 1972
- Det gode og det onde – 1975
- Hjerter er trumf – 1976
- Vinterbørn – 1978
- Guldregn – 1988
- Bornholms stemme – 1999